# ExCF
ExCF는 Dr. Gothick이라는 필명을 사용하는 누리꾼이 3CF의 계보를 이어 만든 대한민국의 만화 커뮤니티로, 회원은 약 2500명이다. 일반적으로는 회원 가입을 받지 않으나, 운영자가 원하는 경우 잠시 동안 회원가입을 받아줄 때도 있다. 제목의 Ex는 별다른 의미 없이 그냥 사용된 것이다.
3CF가 2003년을 기점으로 폐쇄되자, 2009년 기준으로 3CF에서 활동하던 Dr. Gothick이 사이트를 이어받아 ExCF를 현재 운영 중이다. 보노를 제외한 대부분의 3류만화 작가들이 이 사이트에 다시 가입해 활동하고 있다.
사이트는 비주기적으로 회원 가입을 받고 있으며, "공식 만화가"들이 작품을 올리는 "만화1", "만화2", "잡동사니" 게시판은 회원 가입 없이도 볼 수 있으나, "회원"들이 활동하는 공간인 "자유 게시판", "만화 게시판", "창작 게시판" 등은 회원 가입을 해야 내용을 볼 수 있어 운영이 폐쇄적이라고 할 수 있다.
외부로 알려진 "회원"들의 만화는 다른 회원들이 다른 장소에 올린 것이거나, 한 회원이 여러 곳에 올린 것이다.
또한 너무 많은 글들로 인한 트래픽 초과를 방지하기 위해 운영자인 Dr.Gothick은 1인당 하루에 자유게시판에 올릴 수 있는 글을 15개로 제한하고 있으며 다음과 같은 행위를 할 경우 강제탈퇴를 시킨다. ExCF회원들 사이에서는 이를 고딕칼리버(고딕+엑스칼리버)라 부른다.
- 작성글 수가 1일 안에 15개가 넘어갈 경우
- 글 삭제 후 다시 작성하기(일명 밑장빼기라 부르며 이 경우 악질로 분류되어 재가입도 불가능하다.)
- 분란을 조장하는 정도가 심할 경우

## 주요 회원

### 운영진
- Dr. Gothick
- 솔스

### 활동중인 공식 만화가
- Dr. Gothick
- Mr. 판당고
- 주호민
- 천극J군
- 니나노머신
- 개호주
- 홍차
- 비스트애니메
- 도자기월드
- 닥터지바고
- 피스이즈

### 이말년사건
만화가 이말년이 ExCF에 가입신청을 하다가 9번 연속 거절당했다. 이렇게 되자 Dr.Gothick은 이말년의 아이디를 그대로 복사해서 가상의 아이디를 만들어놓고는 이말년에게 회원가입을 축하한다는 메시지를 남겼다.

## 주호민 작가와 활동
ExCF 공식 만화가인 주호민 작가는 현재 제일 대외적으로 많이 알려진 ExCF의 공식 만화가이다. 검지넷 스포츠투데이에서 연재되던 만화 "짬" 은"상상공방"에서 책으로 출판되었으며, 상당한 인기를 끌었다. 현재 주호민 작가는 베트맨에 "스포쓰늬우스" 등을 연재하고 있으며, "짬"의 후속편인 "짬 시즌2-예비역들의 수다"와, 청년실업 등을 주제로 한 만화 "무한동력"은 최근 완결되어, 역시 "상상공방"에서 책으로 출판되었다.
현재 주호민은 네이버 웹툰에 불교의 세계관에서 바라본 사후세계, 한국 신화 내용을 다룬 "신과 함께"라는 만화를 3부작으로 "지옥편" "이승편" "신화편"으로 나뉘어 연재를 완결 시켰다.